# Syzygium filipes
Syzygium filipes är en myrtenväxtart som beskrevs av Elmer Drew Merrill. Syzygium filipes ingår i släktet Syzygium och familjen myrtenväxter. Inga underarter finns listade i Catalogue of Life.